# Incidente ferroviario di Acquabona
L'incidente ferroviario di Acquabona fu un incidente ferroviario causato da uno svio, con conseguente rovesciamento su un fianco della carrozza rimorchiata del treno Cortina d'Ampezzo - Calalzo, avvenuto l'11 marzo 1960 nei pressi della stazione di Acquabona della ferrovia delle Dolomiti.

## Storia

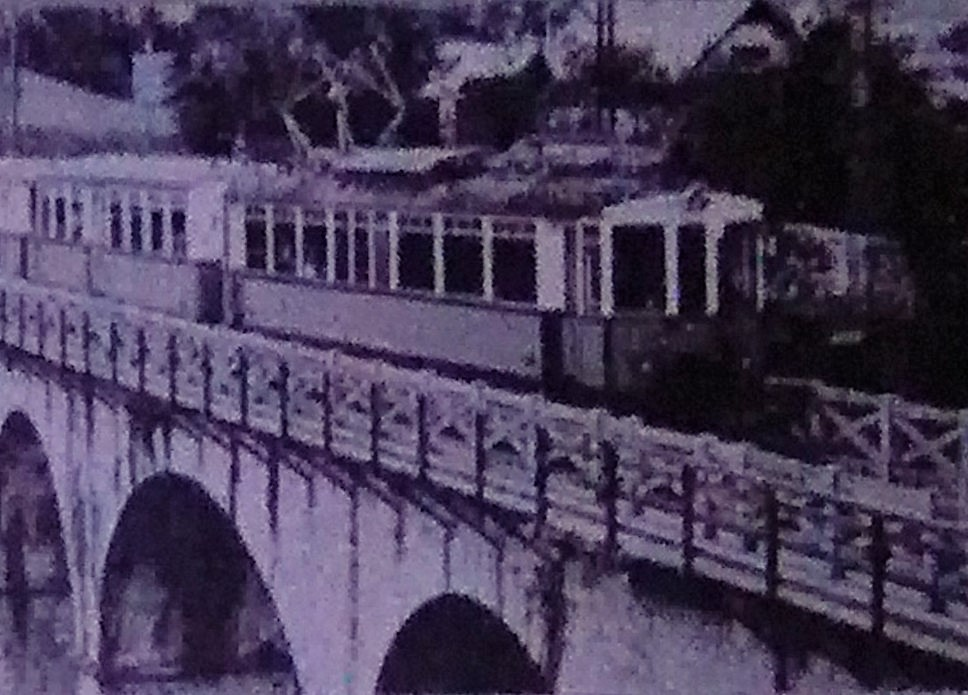
Convoglio analogo a quello incidentato

Alle ore 12:40 dell'11 marzo 1960 il treno da Cortina procedeva a bassa velocità in un tratto in curva che costeggia la strada statale nei pressi di Acquabona. Nei pressi del km 31, improvvisamente, il bagagliaio sviò mettendosi di traverso e trascinò fuori dai binari anche la vettura rimorchiata che conteneva circa 80 viaggiatori; questa, staccatosi il gancio dalle due testate, si rovesciò sul fianco destro. I primi soccorsi vennero forniti da alcuni abitanti del posto, dai vicini alberghi ampezzani e dalle suore del convento Cristo Re che si improvvisò come posto di medicazione. Le ambulanze, i soccorritori, i carabinieri e le autorità sopraggiunsero di seguito e con molte difficoltà a causa della tormenta di neve che imperversava da due giorni e rendeva difficili le operazioni.

## I treni coinvolti
Treno n. 9 composto di un'elettromotrice, una carrozza e un bagagliaio.

## Indagini
Venne istituita una commissione di inchiesta ministeriale per accertare le cause del deragliamento e le eventuali responsabilità. Da varie parti tuttavia si puntava il dito sull'obsolescenza dell'infrastruttura e del materiale rotabile.
L'inchiesta accertò che lo svio era avvenuto a causa della rottura della boccola della sala anteriore del bagagliaio che, sviando e ponendosi di traverso, aveva provocato lo strappo violento che aveva trascinato fuori dal binario e abbattuto sul fianco destro la carrozza viaggiatori oltre allo spezzamento di tutti i ganci di trazione.

## Le vittime
Due persone morirono sul colpo: Giordano Talmini, di 14 anni, studente, da Vodo di Cadore e Maria Zanicheli-Zanelli, domestica, di 37 anni da Polinago (Modena).
Tra i feriti gravi, Jolanda Henscaw di 36 anni, da Montreal; Liliane Dulintschi, di 30 anni, da Parigi; Adele Acerra di 45 anni e Lucia De Zolt di 53 anni, da Vodo di Cadore. Altri 23 feriti vennero ricoverati in due cliniche d'Ampezzo; quelli feriti meno seriamente vennero medicati e rilasciati.